# Bathysa gymnocarpa
Bathysa gymnocarpa är en måreväxtart som beskrevs av Karl Moritz Schumann. Bathysa gymnocarpa ingår i släktet Bathysa och familjen måreväxter. Inga underarter finns listade i Catalogue of Life.